# Sertajaya
Sertajaya is een bestuurslaag in het regentschap Bekasi van de provincie West-Java, Indonesië. Sertajaya telt 15.415 inwoners (volkstelling 2010).